# Mihai Carp
Mihai Carp (n. 20 mai 1956) este un deputat român în legislatura 1990-1992, ales în județul Bihor pe listele partidului PNL.